# Limnephilus soporatus
Limnephilus soporatus là một loài Trichoptera hóa thạch trong họ Limnephilidae.